# Monkey Barz
Monkey Barz – pierwszy studyjny album amerykańskiego rapera Seana Price’a wydany 31 maja 2005 r. nakładem wytwórni Duck Down Music Za produkcję odpowiadają Khrysis, 9th Wonder, Blahzay Blahzay, Tone Mason, Ayatollah czy Agallah.

## Lista utworów
Źródło.
| Nr  | Tytuł utworu                                                           | Producent              | Długość |
| --- | ---------------------------------------------------------------------- | ---------------------- | ------- |
| 1.  | „Peep My Words”                                                        | Kleph Dollaz           | 2:31    |
| 2.  | „One Two Yall”                                                         | MoSS                   | 3:32    |
| 3.  | „Onion Head” (gości. Tek)                                              | Khrysis                | 3:01    |
| 4.  | „Fake Neptune” (gości. Steele, Louieville Sluggah & Buckshot)          | Rudy Roxx              | 3:35    |
| 5.  | „Heartburn”                                                            | 9th Wonder             | 4:02    |
| 6.  | „Shake Down” (gości. Starang Wondah & Steele)                          | Star.com, Justice      | 3:52    |
| 7.  | „Mad Mann”                                                             | P.F. Cuttin'           | 3:45    |
| 8.  | „Brokest Rapper You Know”                                              | Ty Deals               | 1:35    |
| 9.  | „Boom Bye Yeah”                                                        | Tone Mason             | 3:13    |
| 10. | „I Love You (B*tch)”                                                   | Dub Z                  | 3:20    |
| 11. | „Bye Bye” (gościl. Buckshot)                                           | Khrysis                | 3:40    |
| 12. | „Spliff N Wessun”                                                      | Ayatollah              | 2:57    |
| 13. | „Jail Shit” (gości. Rock)                                              | Agallah                | 3:25    |
| 14. | „Monkey Barz”                                                          | Ty Deals               | 3:16    |
| 15. | „Slap Boxing” (gości. Rock)                                            | Edward Maximillion III | 3:23    |
| 16. | „Rising To The Top (dodatkowy utwór)” (gości. Agallah & Bazaar Royale) | Agallah                | 5:03    |
|     |                                                                        |                        | 54:10   |